# Josua Maaler
Josua Maaler (ur. 25 czerwca 1529 w Zurychu, zm. 5 czerwca 1599 w Glattfelden) – szwajcarski pastor, leksykograf.

## Życiorys i twórczość
W Zurychu uczęszczał do szkoły łacińskiej, studiował teologię, następnie odbył podróże studyjne do Lozanny, Oxfordu, Paryża, Freiburga. Po powrocie do Szwajcarii w 1551 roku nie podjął  pracy nauczycielskiej, lecz został pastorem, kolejno w kilku szwajcarskich parafiach. 
Maaler jest autorem słownika niemiecko-łacińskiego z 1561 roku. Był to pierwszy  obszerny (1071 stron) alfabetyczny słownik, w którym językiem wyjściowym nie jest łacina, lecz język niemiecki. Do pracy nad słownikiem zainspirował go Konrad Gesner, który napisał wstęp do słownika. Maaler wzorował się na słowniku łacińsko-niemieckim szwajcarskiego leksykografa Johannesa Friesa z roku 1556 i na pracach francuskiego leksykografa Roberta Estienne`a.  Słownik Maalera zawiera słownictwo górnoniemieckie używane w Szwajcarii.  W opinii Jakoba Grimma Maaler swoim słownikiem „rozpalił iskrę słownika języka niemieckiego” („den Funken eines deutschen Wörterbuches zündete”). 

### Dzieła
- Josua Maaler: Die Teütsch spraach (…) Dictionarium Germanicolatinum novum … Zürich. Christoph Froschhauer 1561.